# Presa del Monte Cotugno
La presa de Monte Cotugno es una represa italiana construida en los años entre 1970 y 1982 en el territorio de la localidad de Senise, Provincia de Potenza, región de Basilicata, a lo largo del curso del río Sinni. Es la presa más grande de Europa en tierra batida.
El muro del dique mide 1850 m de largo, con una altura de 60 m, y en la base tiene una anchura de 260 m. La capacidad máxima es de 530 millones de metros cúbicos. Entró en funcionamiento en el año 1983 y detiene el curso del río Sinni en el punto en el que el lecho del río se restringe, en correspondencia de una cota de fondo álveo de 194 m s. n. m. La presa está protegida para disfrutar del uso plural del recurso hídrico. El agua es tomada por el Consorzio di Bonifica di Bradano e Metaponto, mediante un sistema de elevación puesto en el valle de la represa y a través de las derivaciones irriga la provincia de Matera y la de Tarento, puesto a lo largo del trazado del canal de Sinni que se desarrolla a lo largo de 145 km. El canal se caracteriza por un diámetro de 3 m y está en disposición de llevar cerca de 19 m³/s de agua que, además de usarse para regar, es el agua potable de Basilicata y Apulia, la planta de potabilización del Parque del Marchese, además de garantizar el aprovisionamiento industrial del ILVA de Tarento.